# Osvaldo Licini
Osvaldo Licini (Monte Vidon Corrado, 22 marzo 1894 – Monte Vidon Corrado, 11 ottobre 1958) è stato un pittore e scrittore italiano.

## Biografia
Nasce il 22 marzo 1894 a Monte Vidon Corrado, un paese vicino a Fermo, nelle Marche. Subito dopo la sua nascita i genitori, Vincenzo Licini e Amedea Corazza, si trasferiscono a Parigi per motivi di lavoro: qui Vincenzo svolge l’attività di cartellonista pubblicitario e Amedea dirige una casa di mode. Osvaldo resta a Monte Vidon Corrado affidato alle cure del nonno paterno, Filippo. Nel 1896 nasce a Parigi la sorella Esmeralda che diventerà ballerina all'Opéra.
Nel 1908, appena quattordicenne, si trasferisce a Bologna per frequentare l’Accademia di Belle Arti: ci sono, tra i suoi compagni di studi, Giorgio Morandi, Mario Bacchelli, Severo Pozzati (Sepo), Giacomo Vespignani. La sua adesione sarà incentivata anche da parte del nonno paterno, Filippo, il quale, piccolo proprietario terriero, riconosce delle doti artistiche in suo nipote.
Nel 1913 ha contatti con ambienti futuristi pur non aderendo, nella sostanza, al futurismo; durante l’estate scrive i Racconti di Bruto, cinque brevi racconti nei quali Bruto è lo stesso Osvaldo; fa leggere il manoscritto dei Racconti di Bruto al musicista Francesco Balilla Pratella. Dipinge un suo autoritratto che poi dona all’amico Morandi.
Nel marzo del 1914 alcune sue opere vengono presentate al pubblico per la prima volta: si tratta della mostra collettiva cosiddetta dei Secessionisti che si tiene a Bologna nei sotterranei dell’Hotel Baglioni e nella quale, insieme a lui, espongono Bacchelli, Morandi, Pozzati e Vespignani.
Verso la fine dell’anno si trasferisce a Firenze per studiare scultura presso l’Accademia di Belle Arti.
Nel 1915 parte per combattere nella prima guerra mondiale; sul Podgora viene ferito ad una gamba (ciò lo renderà claudicante per tutta la vita). A seguito del ferimento viene ricoverato presso l’ospedale militare di Firenze.
Nel capoluogo toscano conosce Beatrice Müller, una giovane svizzera che, terminati gli studi di lingue a Ginevra e a Londra, decide, allo scoppio della Prima guerra mondiale, di entrare per motivi umanitari nella Croce Rossa Internazionale; Osvaldo inizia con lei, crocerossina a Firenze, una relazione dalla quale nasce, nel 1917, il figlio Paolo.
Nel 1917 si reca in convalescenza a Parigi presso la madre Amedea e la sorella Esmeralda, ballerina all’Opéra. Il padre Vincenzo è a quel tempo già deceduto.
Al Café de la Rotonde conosce, tra gli altri, Pablo Picasso, Jean Cocteau, Blaise Cendrars, Manuel Ortiz de Zárate, Moïse Kisling. In quel periodo conosce anche il mercante d’arte Léopold Zborowski che in seguito diviene suo collezionista. Nel mese di maggio, al teatro dello Châtelet, assiste alla prima rappresentazione di Parade di Cocteau, con musiche di Erik Satie e scenografie di Picasso.
A Montparnasse, nell’autunno, incontra Amedeo Modigliani del quale diventa amico. Modigliani disegna un suo ritratto che tuttavia, alcuni anni dopo, va distrutto in un incendio.
Nel 1921 soggiorna a lungo a Parigi: tramite il pittore francese Maurice Loutreuil partecipa a una esposizione collettiva dedicata a un confronto tra artisti “pompiers”  e “modernes” presso la Galleria Devambez; in questa mostra espongono anche, tra gli altri, Manuel Ortiz de Zarate e Chaïm Soutine.
Al 14° Salon d’automne è presente con tre ritratti femminili.
Tra il 1922 e il 1925 continua ad alternare i suoi soggiorni tra l’Italia e la Francia.
In questi anni intraprende uno stimolante dialogo culturale con gli amici marchigiani Felice ed Ermenegildo Catalini, Gino Nibbi, Acruto Vitali.
Partecipa a Parigi ad alcune esposizioni: nel 1922 al 15° Salon d'Automne; nel 1923 al 34° Salon des Indépendants; nel 1924, oltre a partecipare a una mostra collettiva presso la Closerie des Lilas, tiene una sua personale nell’abitazione della sorella Esmeralda in Boulevard Lannes.
Attraverso la sorella conosce Gabriel Voisin (pioniere dell’aviazione francese e industriale aeronautico e automobilistico) che diventa uno dei suoi primi collezionisti.
Nel 1925 partecipa al 36° Salon des indépendants.
Nel 1926, anche grazie all’interessamento del pittore Gian Emilio Malerba (che conosce tramite l’artista Mario Tozzi), partecipa con tre opere alla I Mostra del Novecento italiano promossa da Margherita Sarfatti a Milano; vengono esposte una natura morta e due marine.
Sposa la pittrice svedese Nanny Hellström, conosciuta in Francia, e con lei va ad abitare a Monte Vidon Corrado.
Nel 1927 partecipa, con quattro opere, alla mostra del Novecento italiano ad Amsterdam (Esposizione d’arte italiana in Olanda) presentata da Enrico Morpurgo.
Nel 1928 espone a Parigi nella mostra collettiva Les artistes italiens de Paris curata da Mario Tozzi.
Si dedica, nello stesso anno, al progetto di illustrare un libro su Giacomo Leopardi; a tal fine inizia a realizzare alcuni disegni che hanno Leopardi come soggetto; in seguito il progetto viene tuttavia abbandonato.
Nel 1929 partecipa, a Milano, alla II Mostra del Novecento italiano.
Compila un questionario, che invia a Giovanni Scheiwiller, nel quale indica, tra l’altro, quelli che sono stati, fino a quel momento, i periodi della sua evoluzione artistica: il primitivismo fantastico (dal 1913 al 1915), gli episodi di guerra (dal 1915 al 1920) e, dal 1920 al 1929, il realismo (il termine realismo viene peraltro fatto seguire da un punto interrogativo a significare la particolarità del suo modo di raffigurare il reale).
A Parigi partecipa alla mostra collettiva Art italien moderne organizzata da Mario Tozzi.
Nel 1930 espone a Basilea e poi a Berna nella mostra collettiva Artisti della nuova Italia  presentata da Alberto Sartoris.
Dipinge quello che è considerato il suo primo quadro astratto, Fili astratti su fondo bianco.
Nel 1931 partecipa con due opere (Figura in verde e Paesaggio) alla I Quadriennale d’arte nazionale a Roma.
A settembre si reca a Stoccolma per l’inaugurazione della mostra “Novecento italiano” Nutida italiensk konst nella quale espone due nature morte e il ritratto di Nella.
Nel 1932 scrive un racconto, la Sibilla, il cui manoscritto non è mai stato ritrovato.
Nel 1934, a Venezia, incontra per la prima volta il critico Giuseppe Marchiori con il quale è in contatto epistolare dal 1932.
A Burano, sull’albo delle firme di una trattoria, si definisce errante eretico erotico.
Sulla rivista L’Orto pubblica un suo Ricordo di Modigliani.
Nel 1935 alla II Quadriennale d’arte nazionale, a Roma, espone tre opere: Il bilico (1934), Castello in aria (1932) e Stratosfera.
Legge con entusiasmo Kn, il saggio sull’arte astratta scritto da Carlo Belli.
Partecipa con sei opere alla Prima mostra collettiva di arte astratta italiana che, a marzo, si inaugura a Torino presso lo studio di Felice Casorati ed Enrico Paulucci: alla mostra partecipano anche, tra gli altri, Lucio Fontana, Fausto Melotti, Mauro Reggiani, Atanasio Soldati, Luigi Veronesi.
Sul n. 4 della rivista francese Abstraction – Création art non figuratif vengono riprodotte due sue opere.
A Milano, presso la Galleria del Milione, tiene la sua prima mostra personale in Italia nella quale espone 37 dipinti ed alcuni disegni.
Si reca a Parigi dove conosce personalmente Kandinskij, Zervos, Kupka, Herbin, Magnelli.
A Villa Olmo a Como, nel 1936, espone nella Mostra di pittura moderna italiana.
Nel 1937 a Milano partecipa alla mostra collettiva Venti firme presso la Galleria del Milione. Nello stesso anno, su Il Corriere Padano pubblica uno scritto intitolato Natura di un discorso nel quale espone la sua concezione dell’arte.
Risale al 1938 la prima lettera che documenta l’esistenza di una corrispondenza epistolare con Franco Ciliberti, teosofo e studioso di filosofie orientali.
Nello stesso anno è presente, al Teatro delle Arti a Roma, alla conferenza tenuta da Marinetti sulla Difesa della civiltà per la libertà dell’arte.
Nel 1939 partecipa, a Roma, alla III Quadriennale d’arte nazionale.
Nel 1941 aderisce al Gruppo Primordiale Futurista, fondato a Como, del quale fanno parte, tra gli altri, Cesare Cattaneo, Franco Ciliberti, Pietro Lingeri, Mario Radice, Manlio Rho, Alberto Sartoris, Giuseppe Terragni.
Alberto Sartoris scrive sulla rivista Origini il saggio Osvaldo Licini archipittore.
Tra il 1943 e il 1945 appoggia l’attività del Comitato di Liberazione Nazionale.
Nel 1946 diventa sindaco di Monte Vidon Corrado.
Nel 1947 espone, a Milano, nella mostra collettiva Arte astratta e concreta organizzata da Max Bill, Max Huber e Lanfranco Bombelli Tiravanti.
Nel 1948 espone per la prima volta alla Biennale d’arte di Venezia dove è presente con tre opere.
Alla XXV Biennale d’arte di Venezia, nel 1950, espone nove opere sul tema dell’Amalassunta.
Nel 1951 viene confermato sindaco di Monte Vidon Corrado per un’altra legislatura.
Partecipa, con tre opere sul tema dell’Amalassunta, alla mostra Artistas italianos de hoje nell’ambito della I Biennale del museo di arte moderna di San Paolo in Brasile.
Espone, a Torino, alla mostra Pittori d’oggi Francia – Italia.
Nel 1953 espone, alla Liljevalchs konsthall di Stoccolma, nella mostra collettiva Nutida italiensk konst organizzata dalla Biennale di Venezia.
A Monte Vidon Corrado, nel 1957, riceve la visita del critico Luigi Carluccio che intende organizzare una sua mostra retrospettiva a Torino nell’ambito della rassegna Pittori d’oggi Francia – Italia; aderisce all’iniziativa di Carluccio e concede in prestito per la mostra varie opere. La mostra si inaugura a ottobre (per la Francia viene dedicata una retrospettiva a Fernand Léger).
Nel 1957 partecipa, con due disegni, alla mostra Collettiva "Grafica Internazionale Contemporanea" ad Ascoli Piceno , curata da Luigi Dania (presenti anche Delaunay, Derain, Leger, Picabia, Picasso, Roult, Ernst, Klee, Kokoscka, Chagall, Afro, Campigli, Capogrossi, Casorati, De Chirico, De Pisis, Manzù, Morandi, Ferrari)
Nel febbraio del 1958 il Centro Culturale Olivetti di Ivrea gli dedica un’ampia mostra personale presentata da Marchiori; nei mesi che precedono l’inaugurazione collabora personalmente alla realizzazione dell’iniziativa.
Sono esposte 62 opere (dal 1921 al 1957); numerosi sono anche i dipinti degli anni Venti appartenenti al periodo del cosiddetto realismo.
Nel 1968 Zeno Birolli e Aldo Passoni curano una mostra personale presso la Galleria d'Arte Moderna di Torino.
Alla XXIX Biennale d’arte di Venezia gli viene dedicata una sala personale nella quale (in base alla terza edizione riveduta del catalogo della Biennale) espone 43 opere; Umbro Apollonio presenta l’esposizione, l’allestimento è di Carlo Scarpa.
La giuria gli assegna il Gran premio internazionale per la pittura; a giugno è a Venezia con il figlio, Paolo, per la cerimonia di premiazione e qui riceve il premio dal Presidente della Repubblica Giovanni Gronchi.
L’11 ottobre, quando è ancora in corso la XXIX Biennale, muore nella sua casa di Monte Vidon Corrado.

## Opere
- Il bilico, Milano, Pinacoteca di Brera
- Angelo ribelle con luna bianca, Milano, Pinacoteca di Brera
- Angelo ribelle su fondo celeste (1952) Collezione Roberto Casamonti, Firenze
- Osvaldo Licini. Errante, eretico, erotico. Gli scritti letterari e tutte le lettere Feltrinelli, 1974 [1]

## Osvaldo Licini nei musei
- Casa museo di Osvaldo Licini, Monte Vidon Corrado
- Collezione Gori, Fattoria di Celle, Pistoia
- Collezione Maramotti, Reggio Emilia
- Fondazione Biscozzi Rimbaud, Lecce
- Galleria d'arte contemporanea Osvaldo Licini, Ascoli Piceno
- Galleria civica d'arte moderna e contemporanea - (GAM), Torino
- Galleria internazionale d'arte moderna - (Ca' Pesaro), Venezia
- Museo d'arte contemporanea Villa Croce, Genova
- Museo d'arte moderna e contemporanea di Trento e Rovereto - MART, Rovereto
- Museo del Novecento, Milano
- Museo Novecento, Firenze
- Pinacoteca di Brera, Milano
- Museo Palazzo Ricci, Macerata
- Collezione Cerruti, Castello di Rivoli Museo d'Arte Contemporanea, Rivoli-Torino
- Museo Civico di Moncalvo. Moncalvo (AT)
- Collezione Roberto Casamonti, Firenze